# Bienal do Samba
A Bienal do Samba foi um festival de música popular brasileira promovido pela TV Record e realizado em duas edições (1968 e 1971). Tinha como parâmetros de avaliação o voto do júri e o conjunto da obra do compositor.[carece de fontes?]

## Histórico
A princípio afastado do foco principal na era universitária dos festivais da MPB, o samba teria seu certame específico com a participação de alguns dos grandes sambistas brasileiros compareceram a Bienal do Samba, especialmente convidados.
Muitos sambistas de renome foram desclassificados, inclusive na fase de seleção preliminar, como foi o caso de Wilson Batista. Este compositor acabou por receber uma homenagem especial no dia 1º de junho de 1968, dia da final da 1ª Bienal do Samba, quando Clementina de Jesus interpretou sambas de Wilson como "Emília", "Oh, seu Oscar" e "Mundo de Zinco".
Wilson, a propósito, morreria logo depois.

### Concursos
I Bienal do Samba - 1968
- 1º lugar: "Lapinha" (de Baden Powell e Paulo César Pinheiro), interpretada por Elis Regina e Os Originais do Samba
- 2º lugar: "Bom Tempo" (de Chico Buarque), interpretada pelo próprio autor
- 3º lugar: "Pressentimento" (de Élton Medeiros e Hermínio Bello de Carvalho), interpretada por Marília Medalha
- 4º lugar: "Canto Chorado" (de Billy Blanco), interpretada por Jair Rodrigues
- 5º lugar: "Tive Sim" (de Cartola), interpretada por Ciro Monteiro
- 6ª lugar: "Coisas do Mundo, Minha Nega" (de Paulinho da Viola), interpretada por Jair Rodrigues.

II Bienal do Samba - 1971
Nessa edição, o evento assumiu um caráter de mostra não competitiva, com destaque para "Pisa neste chão com força" (de Giovana), interpretada pela autora.